# Alfred Gereon Andersen
Alfred Gereon Andersen, meist Alfred G. Andersen, teilweise auch Anderson (* 10. Oktober 1884 in Sarritslev, Børglum, Kreis Hjørring, Dänemark; † unbekannt) war ein dänisch-amerikanischer Journalist.

## Leben

### Herkunft und Familie
Andersen wurde in Sarritslev–Børglum, Kreis Hjørring, im nördlichen Dänemark geboren. Seine Eltern waren Anders Gustav Andersen (* 1835), seine Mutter Christine (Kristine) Andersen (* 1843). Er wurde am 7. Mai 1886 evangelisch getauft und am 9. Oktober 1898 konfirmiert. Er hatte zwei Brüder, Karl Gustav Andersen (* 1877) und Wilhelm (* 1868).
Am 23. Dezember 1918 heiratete er in Chicago die ebenfalls aus Dänemark stammende Ella E. Rasmussen (* 1885). Er hatte einen Sohn, Harold Gereon Anderson (* 1916 in Nevada) und eine Stieftochter, Elsa (* 1908 in Dänemark).
Amerikanischer Staatsbürger wurde er nach Ablauf von fünf Jahren Pflichtaufenthalt in den USA. Er wurde in Chicago am 5. November 1919 eingebürgert.
Sein Vater war Handelsreisender und Eigentümer eines kleinen Anwesens. Die Familie zog nach Silkeborg um, als er sieben Jahre alt war. Dort besuchte er die Mittelschule. Nach mehreren Umzügen beendete er seine Schulzeit 1893 an einer Privatschule in Aalborg. Zeitweilig war er Zeitungsjunge und verkaufte Straßenzeitungen. Er nahm sich vor, Seemann zu werden. Der Versuch, an die Marineoffiziersschule zu gelangen, scheiterte an der Aufnahmeprüfung. Er begann eine Buchbinderlehre, brach sie aber nach kurzer Zeit ab. Er begann eine landwirtschaftliche Ausbildung am Kloster Børglum, brach aber auch diese ab.

### Weltreise und journalistische Stationen in Asien 1902–1913
1902 gelangte er als blinder Passagier auf englischen Dampfern zunächst nach South Shields, dann ins Mittelmeer und Schwarze Meer, dann nach Südafrika. Er ging in Durban von Bord und versuchte mit anderen, bei Johannesburg Arbeit in den Diamantenminen zu finden. Das gelang nicht. Er schlug sich mit Gelegenheitsarbeiten durch, etwa als Fischer und Hafenarbeiter. Er wurde schließlich Matrose auf einer Bark und kehrte zunächst nach Europa zurück. Er verbrachte einige Zeit in Gent und Antwerpen. Er überquerte den Atlantik und verließ seine Mannschaft in New York. Eine Zeitlang arbeitete er auf einem Schoner an der Küste, dann als Maler, Tischler, Bauarbeiter, Versicherungsvertreter, bis er Mitarbeiter der Redaktion der von Otto Larssen herausgegebenen dänischsprachigen Zeitung Nordlyset (Nordlicht) wurde.
Er brach zu einer Weltreise auf, zunächst mit einem deutschen Dampfer nach Hamburg, dann nach Wien, Triest und vier Monate zu Fuß durch Italien. Er hielt sich mit Gelegenheitsarbeiten über Wasser. Er gelangte nach Griechenland, setzte von Piräus nach Alexandria über und bereiste eine Zeitlang Ägypten und Palästina. In Port Said heuerte er auf einem Liniendampfer nach Asien an und gelangte in das von Japan verwaltete Lüshunkou (Port Arthur) in der Mandschurei, anschließend nach Yokohama. Dort erhielt er Arbeit im Kontor eines englischen Handelshauses, das allerdings bald Bankrott anmeldete. Er reiste weiter nach Shanghai.
Dort erhielt er eine Stelle als Redakteur der neu gegründeten englischsprachigen Abendzeitung The Shanghai Free Press (Shih-hsin pao). Diese stellte nach drei Monaten ihr Erscheinen ein, denn der Verlag war insolvent. Er arbeitete sodann für einige weitere Zeitungen in Shanghai. Im Frühjahr 1909 reiste er auf die Philippinen, die damals eine Kolonie der USA waren. Er fand Arbeit als Gehilfe bei der Eisenbahn. In der Hafenstadt Cebu ließ er sich nieder. Da sich in der Stadt viele englischsprachige Geschäftsleute, Siedler, Soldaten und Reisende aufhielten, gründete er ohne eigenes Kapital, nur durch einen Kredit finanziert, eine englischsprachige Wochenzeitung. Andersens The Cebu Chronicle erschien zwei Mal wöchentlich. Nach zwei Jahren verkaufte er die Zeitung. 1912 siedelte er nach Manila um. Dort wurde er Redakteur der von D. O’Connell herausgegebenen Monatszeitschrift The Philippines Monthly, um nach acht Monaten zur Tageszeitung Manila Daily Bulletin zu wechseln. Dort blieb er anderthalb Jahre, bevor er sich wieder nach Amerika einschiffte.
Im Januar 1913 reiste er von Manila nach Hong Kong und von dort nach Seattle in die USA ein; sein Ziel war San Francisco.

### Journalistische Karriere in den USA 1913–1918
Im Juli 1913 kam er nach San Francisco und dort durch einen Bekannten in der Redaktion der Tageszeitung San Francisco Chronicle unter. Nach acht Monaten fand er eine Stelle als Korrespondent in der örtlichen Vertretung der Nachrichtenagentur Associated Press. Anschließend beschäftigt war er im Pressebüro der Weltausstellung Panama-Pacific International Exposition in San Francisco 1914–15. Unter anderem betrieb er internationale Presse- und Öffentlichkeitsarbeit im skandinavischen Raum. Im Folgejahr übernahm er eine ähnliche Rolle in der Pressearbeit für die Panama–California Exposition 1915–17 in San Diego. Zur Jahreswende 1914–15 wurde er Chefredakteur der Wochenzeitung San Francisco News-Letter and California Advertiser.
Um 1916–17 verließ er Kalifornien und wurde Polizeireporter bei der Salt Lake Tribune in Salt Lake City, Utah. Ab September 1917 lebte er in Chicago. Er war Redakteur beim Chicago Herald-Examiner, einer Zeitung des Hearst-Konzerns.

### Engagement in der dänischen Einwanderer-Gemeinschaft
Gelegentlich schrieb er in diesen Jahren für die dänischsprachige Presse wie St. Paul Tidende in Saint Paul, Minnesota, wo besonders viele skandinavische Einwanderer siedelten. Er übersetzte auch dänische Gedichte und Literatur ins Englische.
Als 1914 der Erste Weltkrieg in Europa begann, löste dies in den USA eine Debatte um die eigene Verteidigungsbereitschaft aus, an der sich Andersen rasch publizistisch beteiligte. 1915 plädierte US-Präsident Woodrow Wilson im Kongress für die Bildung einer mehrere Hunderttausend Mann umfassenden Reserve der U. S. Army an. Die Einwanderergruppe der Dänen neigte recht stark dazu, den Eintritt der USA in den Krieg an der Seite der Entente gegen Deutschland zu befürworten; es gab relativ viele Freiwillige für das Heer. Andersen regte gemeinsam mit anderen die Formierung einer Art Fremdenlegion an, die aus Einwanderern bzw. „Bindestrich-Amerikanern“ mit militärischer Ausbildung oder Vorerfahrung aus ihren Heimatländern gebildet werden sollten. Aus seiner Erfahrung aus den Philippinen argumentierte er, dass während des Spanisch-Amerikanischen Kriegs (1898) und des Philippinisch-Amerikanischen Krieg (1899–1902) zahlreiche Ausländer in die Freiwilligenregimenter der USA eingetreten waren. In der dänisch-amerikanischen Einwandererpresse regte er konkret eine „Danish-American Legion“ an, was in der Immigranten-Öffentlichkeit kontrovers diskutiert wurde. Er schätzte, dass es etwa 50.000 Dänisch-Amerikaner gebe, die militärisch ausgebildet seien. Das Kriegsministerium lehnte den Vorschlag mangels Gesetzesgrundlage ab.
Der zu dieser Zeit noch recht dünn besiedelte Norden Kaliforniens wurde systematisch von dänischstämmigen Zuzüglern besiedelt. Andersen unterstützte die Werbung und Öffentlichkeitsarbeit für die dänische Kolonie und kaufte dort selbst Land. In diesem Zusammenhang veröffentlichte er 1916 eine Biographie über Peter Lassen (1800–1859), einen aus Dänemark stammenden Pionier der Goldrausch-Ära in Kalifornien, nach dem der Landkreis Lassen County, der Lassen Trail, Lassen Peak, Lassen National Forest, Lassen Volcanic National Park und das Lassen College benannt sind.

### Korrespondent in Deutschland 1918–1920
Andersen gelang es im Sommer 1918, durch die deutschen Linien zu schlüpfen und sich eine Woche lang undercover in Berlin aufzuhalten. Er lieh sich eine deutsche Geburtsurkunde und gab sich als Kunststudent aus. Er gelangte am 26. September 1918 zurück in die USA. Drei Tage lang erstattete er dem amerikanischen Geheimdienst Bericht. Von Mitte Oktober bis Ende November 1918 veröffentlichte er seine Erlebnisse und Beobachtungen als Serie in den Zeitungen der Hearst-Kette, zuerst im New York American, dann unter der Hearst-Dachmarke The Star Company in zahlreichen Blättern in den ganzen USA. Die Serie wurde stark beworben.
Er schilderte ausführlich Elend, Not, Hunger, Mangelwirtschaft und die gebrochene Durchhaltemoral der Berliner Zivilbevölkerung. Die Serie zog anfangs großes Aufsehen auf sich, wurde jedoch von dem schnellen militärischen Vordringen bis zum Waffenstillstand und den politischen Ereignissen der deutschen Novemberrevolution überholt.
Nach Beginn der Waffenruhe kehrte Andersen nach Deutschland zurück und eröffnete gemeinsam mit Karl-Heinrich von Wiegand das Berliner Büro der Hearst-Nachrichtenagentur International News Service (INS). Er berichtete aus Berlin, aus Weimar von der Nationalversammlung und aus anderen Regionen des Deutschen Reiches. Er führte Interviews mit Reichskanzlern, Kabinettsmitglieder, General Erich Ludendorff und vielen anderen Prominenten.
Noch Anfang 1920 berichtete er aus Berlin. Dann verliert sich seine Spur. Möglicherweise war er eine Zeitlang in Dänemark tätig. 1922 wurde er beim internationalen Weltpressekongress in Hawaii aufgeführt als Vertreter des „Danish Press Council“, Kopenhagen. Im August 1930 kehrte er von Kopenhagen über New York zurück. Als Reisezieladresse war Buffalo (New York) angegeben. 1942 war der letzte bekannte Wohnort Newark, New Jersey, gewesen zu sein. Wo er im Alter lebte und wann und wo er starb, ist nicht bekannt.

## Artikel (Auswahl)
Andersens Berichte über seine Undercover-Reise nach Berlin im Herbst 1918 ist in zahlreichen zur Hearst-Kette zugehörigen Zeitungen zu finden, die digitalisiert worden sind. Eine zentrale Sammlung gibt es jedoch nicht, und wie viele Teile die Serie hatte, ist nicht bekannt.
- Germany land of broken and shattered men : secret investigator for U. S. finds morale of nation breaks. The Salt Lake Herald, 13. Oktober 1918, S. 9. [Digitalisat Newspaper Archive]
- America has sealed the doom of Germany : embattled and war-weary nation yet ready to put up tremendous resistance, says Scandinavian who spent week in enemy’s country to observe conditions – millions of men and billions of dollars yet needed to assure victory. Richmond Virginian Jg. 9, Nr. 249, S. 1-2. [Digitalisat Library of Congress]
- Door knobs and brass all commandeered : necessities of war compel confiscation of all portable metal ornaments in Germany : oil from sunflowers : stiff cab fare demanded by night haws in Berlin, caused by high cost of horse feed. Richmond Virginian, 15. Oktober 1918, S. 1. [Digitalisat Library of Congress]
- Camouflaged cripples throng Berlin; hungry queues wait for food. Andersen finds German capital outwardly normal, but close inspection reveals innumerable hardships under which Kaiser’s people exist in wartime : city seeks to forget horrors of firing line in false gaieties. New York American, 16. Oktober 1918. [Digitalisat Library of Congress]
- Amusements for relief of the mind : all sorts of diversions in Berlin to detract attention from horrors of war : have perfect camouflage. Richmond Virginian 19. Oktober 1918, S. 5 [Digitalisat LOC]
- Twenty million Germans are called to the colors : not all were soldiers, but many were employed in war industries : two million are killed. Richmond Times-Dispatch 68. Jg., Nr. 294, 20. Oktober 1918, S. 4. [Digitalisat Library of Congress]
- Hun inspectors prove thorough : Alfred G. Andersen continues thrilling narrative of his trip into Germany : an account of conditions in Germany at a recent date, as observed by Alfred G. Andersen, a Chicago newspaper man. Article no. 2. Oregon Journal, 17. Jg. Nr. 136, 21. Oktober 1918, S. 1. [Digitalisat LOC]
- Starvation, race suicide and murder prevalent in famine swept Germany : bowlegged children in Berlin, victims of malnutrition, one proof that next generation will be weaklings – mothers succumb to the lack of food. New York American 24. Oktober 1918, o. S. [Digitalisat LOC]
- German empire a land of substitutes ; only coffin and the grave are real : five hundred fake commodities in use ; paper clothes costly and far from durable, while even well dressed women go on the streets in bare feet ; tobacco of beech leaf causes soldiers more harm than gas. New York American 22. Oktober 1918, o. S. [Digitalisat LOC]
- Revolution in Berlin on last birthday of Kaiser halted by machine guns : hungry woman in rags tells of plot by Socialists in January that threatened to destroy Germany – many sent to jail; labor fund supports families. New York American 23. Oktober 1918. [Digitalisat LOC]
- Nearly four million German soldiers dead or disabled. The Charlotte Observer, 26. Oktober 1918, S. 9. [Digitalisat Digital NC North Carolina Newspapers]
- Wealthy of Vienna flaunt finery as poor people and soldiers clamor for food : many instances of mutiny of men in ranks, and all daring to protest are sent to prison – Austrian Czechs desert and join Italians ; slain on capture. New York American, 30. Oktober 1918, o. S. [Digitalisat LOC]
- Movies, books and songs of United States in high favor : Liberty Bond sales in Denmark would have sold out, says Andersen – officially neutral, Danes at heart are strongly pro-ally, and American Army includes many relatives of race still chafing over Schleswig-Holstein. The Charlotte Observer, 9. November 1918, o. S. [Digitalisat DigitalNC]